# 鲍朱村
鲍朱村是福建省福州市长乐区潭头镇中的一个自然村。郡望为上党郡，始祖经济公是由千年(五代开平二年)前从河南汝宁府光州固始县迁入福建，方祖宗裕公为闽侯县古灵,后二十六世祖弘进公乔迁潭头即为文江鲍。通行闽东语福州话(平话)。拥有古建筑鲍朱村宗祠，三圣府，始祖屋等,文江鲍氏井,位于长乐市潭头镇霞江村文江自然村鲍氏祖厅西南10米处。鲍朱村的原有的“鲍家桥”被改建“翁刘桥”，因姓氏弱小以及孤立，只有不到50户，只能在夹缝中生存，长期受外姓欺侮。现今绝大多数人已经外迁前往海外地区，福州市区，外省，只剩下几户老人常在。有福州特有的民俗游神,清 鲍安（长乐潭头镇鲍朱村人）曾言长乐的繁华景象“太平桥，觉途变。望水欲东流，不恐银鲫离河，水流而鱼不逐，桥与县邑，此比古今之盛。见魏晋隋唐宋明之华，长乐全闽之冠，采方山露芽，运贡盐伺京兆，明初下西洋，虽非附郭，然繁市如都，文武昌盛，医商司事，堪比闽县，再比侯官有余，胜似鲤城。 至元之际，县邑众民服红巾离乡，为保连江，去而不返，人户大走，然景不去。明末至今，此二百年天灾人祸，谁知竟使其末。盛景成烟，化脂尘而落，史然入册，唯拥山河与往日相见。叹人有红颜薄命，县亦有如都多难。”